# La Reine diabolique
Pour plus de détails, voir Fiche technique et Distribution.
La Reine diabolique (武則天, Wu Ze Tian) est un film hongkongais réalisé par Li Han-hsiang, sorti en 1963.

## Synopsis
L'histoire de l'impératrice chinoise Wu Zetian.

## Fiche technique
- Titre : La Reine diabolique
- Titre original : 武則天 (Wu Ze Tian)
- Réalisation : Li Han-hsiang
- Scénario : Li Han-hsiang et Wang Yue-ting
- Musique : Wang Chun
- Photographie : Tadashi Nishimoto
- Montage : Chiang Hsing-lung
- Production : Shaw Runme
- Société de production : Shaw Brothers
- Pays :  Hong Kong
- Genre : Drame, biopic, et historique
- Durée : 120 minutes
- Dates de sortie : 
  -  Hong Kong : 14 juin 1963

## Distribution
- Li Li-hua : Wu Tse-tien
- Yen Chun : Hsu You-kung
- Zhao Lei : l'empereur Gaozong
- Diana Chung-Wen Chang : l'impératrice Wang
- Grace Ning Ting : Shang-Kuan Wan-Erh
- Chiao Chuang : le prince Hsien
- Paul Chang Chung : Chang Yi-chi
- Chen Yu-hsin : Ti Jen-chieh
- Chen Yunhua : Madame Ho Lan
- Cheung Ying-choi : Chang Cheng-chung
- Chin Tien-chu : l'officiel de la court
- Chu Mu : l'homme dans le restaurant
- Chu Shao-kuan : Ming Chung-yen
- Ho Li-jen : Yi Shang-Kkuan
- Ho Pin
- Hsieh Chi
- King Hu : Chao Tao-sheng
- Hung Po : Lu Pin-wang
- Kao Pao-shu : Madame Shang-Kuan
- Ku Wen-chung : le censeur de la cour
- Li Kun : un eunuque
- Li Ying
- Lo Mar : Prince Che
- Lo Wei
- Luo Qi : Prince Hung
- Mi Jen-ching : un eunuque
- Su Chiang
- Wen Hsiu
- Yang Chih-ching
- Yu Feng-chi : Shang-Kuan Wan-Erh

## Distinctions
Le film a été présenté en sélection officielle en compétition au Festival de Cannes 1963.